# Сьмешково (Любуське воєводство)
Сьмешково (пол. Śmieszkowo) — село в Польщі, у гміні Слава Всховського повіту Любуського воєводства.
Населення — 449 осіб (2011).
У 1975-1998 роках село належало до Зеленогурського воєводства.

## Демографія
Демографічна структура станом на 31 березня 2011 року:
|          | Загалом | Допрацездатний вік | Працездатний вік | Постпрацездатний вік |
| -------- | ------- | ------------------ | ---------------- | -------------------- |
| Чоловіки | 216     | 55                 | 142              | 19                   |
| Жінки    | 233     | 61                 | 138              | 34                   |
| Разом    | 449     | 116                | 280              | 53                   |